# Sisenna Statilius Taurus
Sisenna Statilius Taurus est un sénateur romain, consul en l'an 16 ap. J.-C. avec Lucius Scribonius Libo comme confrère,.
Sisenna fait son cursus honorum sous les règnes d'Auguste et de Tibère.

## Famille
La notoriété familiale commence avec Titus Statilius Taurus, commandant des légions d'Octavien à la bataille d'Actium et deux fois consul en 37 av. J.-C., comme consul suffect, et en 26 av. J.-C. comme consul ordinaire.
Sisenna Statilius Taurus est son petit-fils. Son père est un des magistrats monétaires (tresviri monetalis), mais il décède avant d'avoir pu accéder au consulat. Son frère Titus Statilius Taurus, devient consul ordinaire en 11 ap. J.-C..
Selon des publications plus récentes (début du XXIe siècle), Titus Statilius Taurus et Sisenna Statilius Taurus seraient les fils et non les petits-fils de Titus Statilius Taurus.
Le nom de son épouse est inconnu, il a deux enfants, un garçon Salius Palatinus Taurus et une fille Estatilia Cornelia épouse du consul Titus Axius,.

## Fortune
Sisenna est fort riche. Il possède une maison sur le Palatin, qui avait appartenu à Cicéron. D'après des inscriptions épigraphiques , il possède plusieurs propriétés en Istrie (territoire rattaché à l'Italie par Auguste et actuellement en Croatie), à Ad Ningum (actuellement Motovun), à Piquentum sur le territoire de Trieste et à Loron/Tar-Vabriga. Ce dernier site est l'objet de fouilles archéologies et se révèle comme un grand centre de production de vin et d'amphores à vin marquées au nom de SISENNA.